# La Jolie Infirmière
Pour plus de détails, voir Fiche technique et Distribution.
La Jolie Infirmière (titre original : Nurse Marjorie) est un film muet américain réalisé par William Desmond Taylor, sorti en 1920.

## Fiche technique
- Titre original : Nurse Marjorie
- Titre français : La Jolie Infirmière
- Réalisation : William Desmond Taylor
- Scénario : Julia Crawford Ivers (scénario) d'après la pièce d'Israel Zangwill
- Chef-opérateur : James Van Trees
- Dates de sortie : 
  - États-Unis : 4 avril 1920
  - France : 3 mars 1922[2]

## Distribution
- Mary Miles Minter : Lady Marjorie Killonan
- Clyde Fillmore : John Danbury
- Arthur Hoyt : Duc Anthony de Donegal
- Vera Lewis : Duchesse de Donegal
- Frank Leigh : Lord Douglas Fitztrevor
- Frankie Lee : Dick Allen
- George Periolat : Andrew Danbury
- Mollie McConnell : Mme Danbury
- Al Flosso
- Joseph Hazelton (non crédité)
- Joe Murphy (non crédité)
- Lydia Yeamans Titus : Biddy O'Mulligan (non créditée)